# Khalīfeh Torkhān
Khalīfeh Torkhān (persiska: خليفه ترخان) är en ort i Iran.   Den ligger i provinsen Kurdistan, i den nordvästra delen av landet, 400 km väster om huvudstaden Teheran. Khalīfeh Torkhān ligger 1 766 meter över havet och antalet invånare är 230.
Terrängen runt Khalīfeh Torkhān är kuperad. Runt Khalīfeh Torkhān är det ganska tätbefolkat, med 222 invånare per kvadratkilometer. Närmaste större samhälle är Sanandaj, 19,8 km söder om Khalīfeh Torkhān. Trakten runt Khalīfeh Torkhān består i huvudsak av gräsmarker.